# السيلة (السوادية)

تعديل مصدري - تعديل

السيلة هي إحدى قرى عزلة ال منصور بني وهب بمديرية السوادية التابعة لمحافظة البيضاء، بلغ تعداد سكانها 1305 نسمة حسب تعداد اليمن لعام 2004.